# Bray (Saône-et-Loire)
Pour les articles homonymes, voir Bray.
Bray est une commune française située dans le département de Saône-et-Loire en région Bourgogne-Franche-Comté.

## Géographie
Bray, commune qui appartient au Clunisois, à la lisière du Tournugeois et du Haut-Mâconnais, est un village viticole du vignoble mâconnais. Mâcon se trouve à 34 km.
La commune est arrosée par la Grosne, affluent de la rive droite de la Saône.

### Communes limitrophes
Les communes limitrophes sont  Ameugny, Blanot, Chissey-lès-Mâcon, Cormatin, Cortambert, Massilly et Taizé.

### Climat
Pour des articles plus généraux, voir Climat de la Bourgogne-Franche-Comté et Climat de Saône-et-Loire.
En 2010, le climat de la commune est de type climat océanique dégradé des plaines du Centre et du Nord, selon une étude du Centre national de la recherche scientifique s'appuyant sur une série de données couvrant la période 1971-2000. En 2020, Météo-France publie une typologie des climats de la France métropolitaine dans laquelle la commune est dans une zone de transition entre le climat océanique altéré et le climat océanique altéré et est dans la région climatique Bourgogne, vallée de la Saône, caractérisée par un bon ensoleillement (1 900 h/an), un été chaud (18,5 °C), un air sec au printemps et en été et des vents faibles.
Pour la période 1971-2000, la température annuelle moyenne est de 10,6 °C, avec une amplitude thermique annuelle de 17,2 °C. Le cumul annuel moyen de précipitations est de 963 mm, avec 11 jours de précipitations en janvier et 7,8 jours en juillet. Pour la période 1991-2020, la température moyenne annuelle observée sur la station météorologique de Météo-France la plus proche, « Jalogny_sapc », sur la commune de Jalogny à 11 km à vol d'oiseau, est de 11,2 °C et le cumul annuel moyen de précipitations est de 873,4 mm. 
La température maximale relevée sur cette station est de 39,6 °C, atteinte le 12 août 2003 ; la température minimale est de −21,6 °C, atteinte le 17 janvier 1985,,.
Les paramètres climatiques de la commune ont été estimés pour le milieu du siècle (2041-2070) selon différents scénarios d'émission de gaz à effet de serre à partir des nouvelles projections climatiques de référence DRIAS-2020. Ils sont consultables sur un site dédié publié par Météo-France en novembre 2022.

## Urbanisme

### Typologie
Au 1er janvier 2024, Bray est catégorisée commune rurale à habitat dispersé, selon la nouvelle grille communale de densité à sept niveaux définie par l'Insee en 2022.
Elle est située hors unité urbaine et hors attraction des villes,.

### Occupation des sols
L'occupation des sols de la commune, telle qu'elle ressort de la base de données européenne d’occupation biophysique des sols Corine Land Cover (CLC), est marquée par l'importance des territoires agricoles (62,1 % en 2018), une proportion identique à celle de 1990 (62,1 %). La répartition détaillée en 2018 est la suivante : prairies (37,6 %), forêts (29,6 %), zones agricoles hétérogènes (15,3 %), milieux à végétation arbustive et/ou herbacée (8,1 %), terres arables (5,7 %), cultures permanentes (3,5 %), zones urbanisées (0,2 %). L'évolution de l’occupation des sols de la commune et de ses infrastructures peut être observée sur les différentes représentations cartographiques du territoire : la carte de Cassini (XVIIIe siècle), la carte d'état-major (1820-1866) et les cartes ou photos aériennes de l'IGN pour la période actuelle (1950 à aujourd'hui).

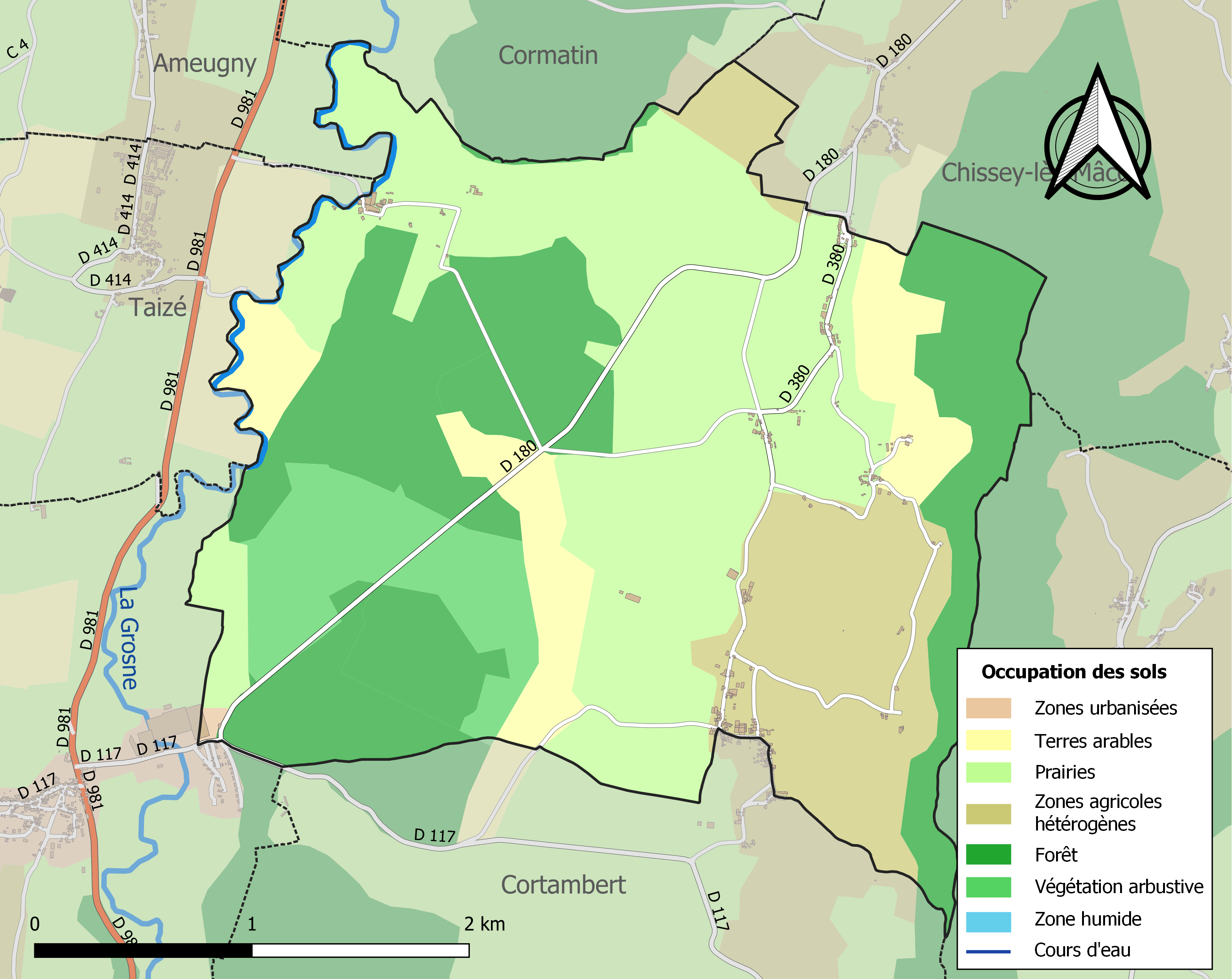
Carte des infrastructures et de l'occupation des sols de la commune en 2018 (CLC).

## Toponymie
Le nom de la localité est attesté sous les formes Breia (935) ; In pago Matisconensi…, in villa Breia (942-954) ; Ecclesia beati Quintini… in villa Brigia (1018-1030) ; Brey (1236) ; Brex (XIVe siècle) ; Bray (1478) ; Saint-Quentin de Bray (1757) ; Bray, Saint-Quentin-de-Bray ou Bray (1783) ; Bray (an X).
Peut-être du Gaulois *bracu ( plus exactement *brakus, brakōs) qui a d’abord désigné un « fond de vallée humide » puis un « marais ».

## Histoire
L'ancien nom de la commune est Briera.
La commune de Bray, du canton de Salornay-sur-Guye de 1790 à 1801, entrée à cette date dans le canton de Lugny, est passée dans le canton de Cluny en 1839.

## Politique et administration

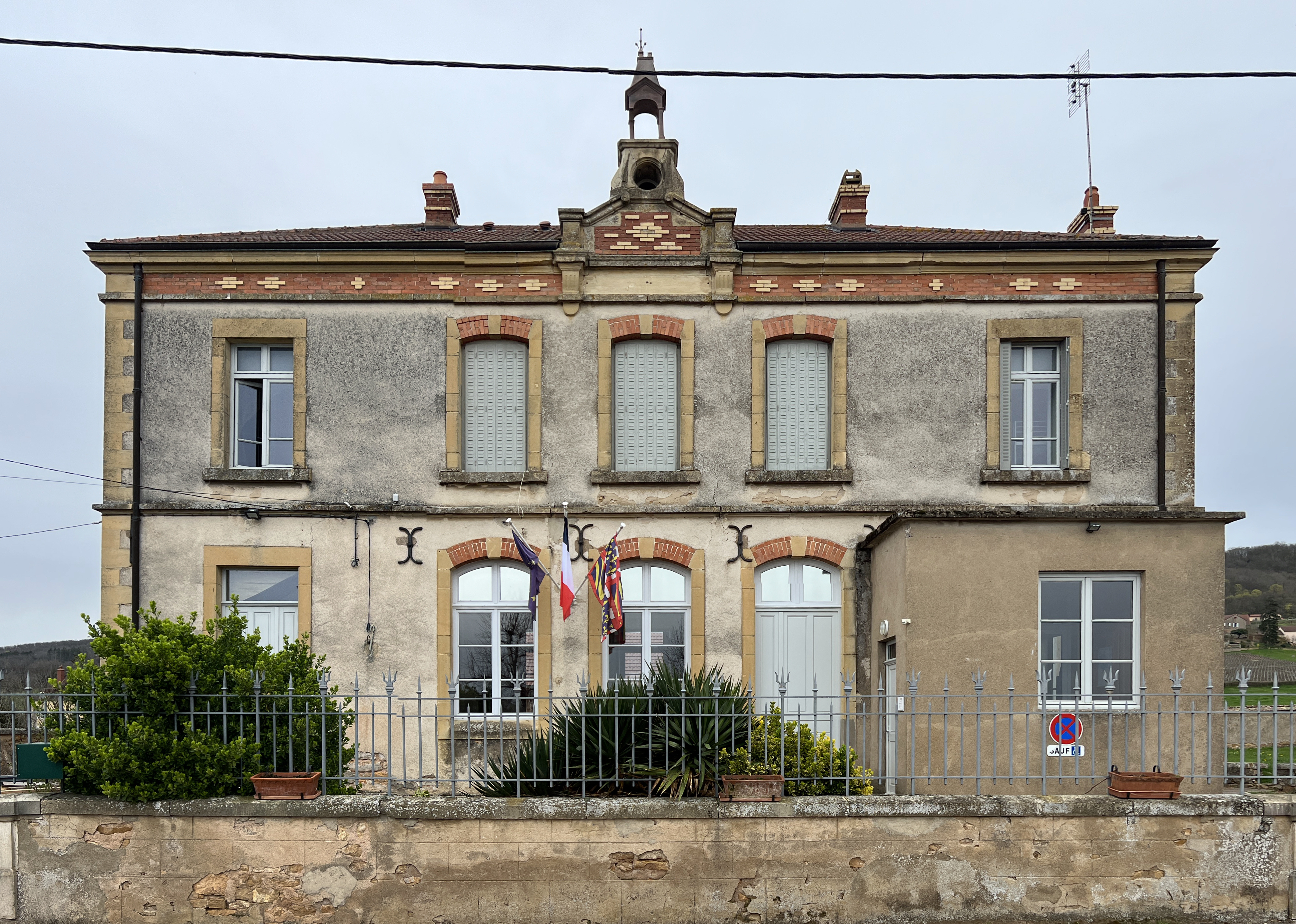
Mairie.

| Période                                  | Période   | Identité          | Étiquette | Qualité           |
| ---------------------------------------- | --------- | ----------------- | --------- | ----------------- |
| mars 1989                                | mars 2008 | Roland Chauvot    |           | Artisan menuisier |
| mars 2008                                | mars 2014 | Jacques Garnier   |           |                   |
| mars 2014                                | mai 2019  | Dominique Dehouck |           |                   |
| Les données manquantes sont à compléter. |           |                   |           |                   |

## Démographie

Les vignobles du Mâconnais.

L'évolution du nombre d'habitants est connue à travers les recensements de la population effectués dans la commune depuis 1793. Pour les communes de moins de 10 000 habitants, une enquête de recensement portant sur toute la population est réalisée tous les cinq ans, les populations de référence des années intermédiaires étant quant à elles estimées par interpolation ou extrapolation. Pour la commune, le premier recensement exhaustif entrant dans le cadre du nouveau dispositif a été réalisé en 2005.

En 2022, la commune comptait 128 habitants, en évolution de +0,79 % par rapport à 2016 (Saône-et-Loire : −1,06 %, France hors Mayotte : +2,11 %).
| 1793 | 1800 | 1806 | 1821 | 1831 | 1836 | 1841 | 1846 | 1851 |
| ---- | ---- | ---- | ---- | ---- | ---- | ---- | ---- | ---- |
| 339  | 360  | 390  | 395  | 418  | 325  | 324  | 333  | 348  |

| 1856 | 1861 | 1866 | 1872 | 1876 | 1881 | 1886 | 1891 | 1896 |
| ---- | ---- | ---- | ---- | ---- | ---- | ---- | ---- | ---- |
| 297  | 303  | 338  | 338  | 368  | 328  | 329  | 285  | 254  |

| 1901 | 1906 | 1911 | 1921 | 1926 | 1931 | 1936 | 1946 | 1954 |
| ---- | ---- | ---- | ---- | ---- | ---- | ---- | ---- | ---- |
| 270  | 252  | 244  | 232  | 200  | 187  | 199  | 206  | 215  |

| 1962 | 1968 | 1975 | 1982 | 1990 | 1999 | 2005 | 2006 | 2010 |
| ---- | ---- | ---- | ---- | ---- | ---- | ---- | ---- | ---- |
| 186  | 147  | 165  | 155  | 138  | 127  | 122  | 122  | 121  |

| 2015 | 2020 | 2022 | - | - | - | - | - | - |
| ---- | ---- | ---- | - | - | - | - | - | - |
| 129  | 125  | 128  | - | - | - | - | - | - |

## Culture locale et patrimoine

### Lieux et monuments
Sont à voir à Bray :
- l'église Saint-Quentin de Bray, qui a conservé des parties originales et sans doute très anciennes, comme les colonnes monolithes à chapiteaux de tradition carolingienne de l’arc triomphal, le chœur rectangulaire avec coupole et massifs épais de maçonnerie ou les murs de la nef ; la nef de l'église, naguère plafonnée, laisse maintenant voir sa charpente, composée de poutres neuves (mais d'apparence ancienne), partie de l'édifice qui est également romane (probablement du XIIe siècle[24] ;
- plusieurs lavoirs ;
- la chapelle Saint-Jean de Courreau.

### Personnalités liées à la commune
Parmi les personnalités attachées à l'histoire de la commune figurent :

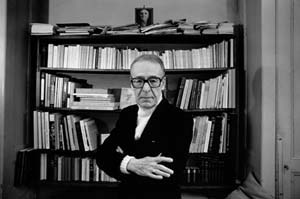
Henri Guillemin en 1980.

- dom Claude Chovisse, ancien moine de l'abbaye de Cluny (d'abord à Cluny même puis, en tant que procureur, à la maison des Clunistes de Saint-Martin-des-Champs, à Paris, où il vit éclater la Révolution), desservant de Bray en tant que curé de Chissey-lès-Mâcon (la paroisse de Bray ayant été réunie à celle de Chissey après la Révolution, avec mise en place d'un service de binage), décédé le 30 décembre 1829 à Chissey-lès-Mâcon, après avoir été successivement nommé maire d'Igé (fonctions qu'il occupa de 1802 à 1807) et curé de la paroisse de Chissey-lès-Mâcon (de 1810 à sa mort, intervenue à la suite d'une chute qu'il fit au retour d'une messe célébrée à Bray)[25].
- Henri Guillemin (1903-1992), critique littéraire et historien né à Mâcon, qui y a résidé chaque été jusqu'à sa mort, dans une maison du hameau de La Cour-des-Bois (dénommée Le Terrier), et qui y a sa sépulture (sur sa tombe, une plaque rappelle la célébration du centenaire de la naissance de l'historien, gravée à l'initiative de l'association « Présence d'Henri Guillemin » de la mention : Centenaire d'Henri Guillemin, homme de lettres, 1903-1994.)[26].

## Pour approfondir